# Карякин, Юрий Фёдорович
Ю́рий Фёдорович Каря́кин (22 июля 1930, Пермь — 18 ноября 2011, Москва) — советский и российский литературовед, писатель, публицист, общественный деятель. Автор работ о творчестве Ф. М. Достоевского.
Народный депутат СССР. Лауреат премии Президента РФ (2001).

## Биография
Родился в семье партийного работника Алексея Морозова, умершего в 1935 году. В 1946 году принял фамилию и отчество по отчиму Фёдору Ивановичу Карякину.
В 1953 году окончил философский факультет МГУ, затем учился в аспирантуре, откуда будет отчислен, хотя и после восстановлен. В изложении И. Н. Зориной: «В 1943 году семья переехала в Москву, где он окончил школу и в 1948 году поступил на философский факультет МГУ. Параллельно и факультативно учился на филологическом факультете. В 1953 г. поступил в аспирантуру философского факультета по специальности русской философии. В 1954 году был отчислен, потому что вместе со своими товарищами (Е. Плимаком, Л. Филипповым и И. Пантиным) провел „расследование“ и обвинил в плагиате, доносах на ученых — двух философских „генералов“, „столпов“ факультета — И. Я. Щипанова и М. Т. Иовчука. Научный руководитель Карякина — Щипанов, узнав об этом „расследовании“, так напутствовал своего ученика: „Годом раньше — быть бы тебе лагерной пылью“. Посадить не смог, но отчисления из аспирантуры добился. Впрочем, вскоре сам попался, но уже по другому знаменитому „Александровскому делу“. В аспирантуре Карякина восстановили, но защититься не дали».
Школьным и университетским другом его был Георгий Арбатов, другом и сокурсником по философскому факультету — Леонид Пажитнов.
В 1956—1960 годах работал научным редактором в журнале «История СССР». В 1960—1965 годах работал в журнале «Проблемы мира и социализма» в Праге («ПМС», чей шеф-редактор А. М. Румянцев пригласил его туда по рекомендации Е. А. Амбарцумова).
Ю. Карякин вспоминал, что за годы работы в журнале «ПМС» он «как и другие „консультанты“, написал немало „ревизионистских“ статей, которые, впрочем, всегда имели подписи разных генсеков (генеральных секретарей) братских компартий», в частности за Макса Реймана, Вилли Песси.
Член КПСС с 1961 года.
Познакомившаяся с ним в 1964 году и ставшая впоследствии его супругой И. Н. Зорина вспоминала, что в то время Юрий Карякин был «идеалистом, все ещё ленинцем, ему всё казалось, что тиран Сталин всё испортил, [что] было хорошее начало».
Ю. Карякин выделял то, что в «ПМС» в 1962 году он опубликовал статью «О мирном и немирном путях социалистической революции» (под псевдонимом Г. Кар), которую «перепечатали во многих изданиях… увидев в ней свидетельство поворота Москвы к новому курсу: отход от политики „холодной войны“, ориентацию на мирное сосуществование с капиталистическим миром», а также статью «Антикоммунизм, Достоевский и „достоевщина“» в 1963 году, которая «стала своего рода „амнистией“ Достоевскому на родине, в Советской России, где он был в течение десятилетий советской власти едва ли не „запрещенным“ писателем».
В 1965—1967 годах специальный корреспондент газеты «Правда» (По свидетельству И. Н. Зориной, «взял» его туда спецкором А. М. Румянцев, в 1958—1964 гг. шеф-редактор журнала «Проблемы мира и социализма»).
Карякин предпринимал оказавшуюся неуспешной попытку напечатать в «Правде» отрывок из романа Солженицына «В круге первом», а потом спас уже арестованную рукопись, вынув ее из сейфа главного редактора.
И. Н. Зорина вспоминала о Карякине: «После относительно спокойной и одновременно вольной пражской жизни Москва его ошеломила». «Любимейшим пристанищем» там для него стал журнал «Новый мир», также имелись «две отдушины» — театр на Таганке (как указывает И. Зорина, Карякин станет там членом Художественного совета театра) и мастерская Эрнста Неизвестного.
Зорина вспоминала, что «у Карякина была семья. Семье он оставил полученную им, пока он еще работал в Праге, квартиру на Аэропортовской, цэковскую шикарную квартиру. Ясно было, что у нас никаких претензий не было, ни на квартиру, ни на книги, ни на что. И нам помог замечательный человек Камил Икрамов, сын расстрелянного когда-то Икрамова, который сделал совершенно царский жест: „Ребята, живите у меня на Аэропортовской, а я поеду в свой родной Ташкент, а потом, глядишь, и образуется“. И мы, действительно, жили там, потом где-то по разным квартирам». К 1967 году же они с Зориной въехали в новоприобретённую кооперативную однокомнатную квартиру.
В 1967—2001 годах — старший научный сотрудник Института международного рабочего движения АН СССР (с 1990 года — Институт сравнительной политологии РАН). За антисталинское выступление на вечере памяти Андрея Платонова был в 1968 году исключён из КПСС заочно Московским горкомом партии.
В 1989 году избран народным депутатом СССР от АН СССР (на Первом съезде выступает с требованием вернуть гражданство А. Солженицыну), входил в Межрегиональную депутатскую группу — первую в СССР легальную оппозиционную парламентскую группу. Участвовал в создании организации «Мемориал». С 1990 года — на общественных началах работал в Высшем консультационно-координационном совете при председателе ВС РСФСР Ельцине. "Он один из наиболее ярких публицистов периода перестройки, один из ее прорабов", - замечал Владимир Тольц. 
В 1993 году подписал «Письмо 42-х». Автор высказываний «Россия, одумайся, ты одурела!» и «Наступать на грабли — наш национальный спорт» (по поводу первичных результатов выборов декабря 1993 года в состав 1-й Государственной Думы, когда впереди оказались партии ЛДПР и КПРФ).
По свидетельству И. Н. Зориной, после отзыва Костикова в 1996 году с должности посла России в Ватикане Ю. Карякин неуспешно предлагал свою кандидатуру на эту должность.
Близким другом его был Витторио Страда.
С 1993 года жил в Переделкино.
Умер в 2011 г. после тяжёлой продолжительной болезни.
Похоронен 22 ноября на Переделкинском кладбище.

## Награды
- Орден Почёта (8 августа 2000 года) — за большой вклад в развитие отечественной культуры[10]
- Медаль «Защитнику свободной России» (7 июня 1993 года) — за исполнение гражданского долга при защите демократии и конституционного строя 19 — 21 августа 1991 года[11]
- Премия Президента Российской Федерации в области литературы и искусства (25 апреля 2001 года)[12]

## Цитаты
- …как бы научиться писать так, чтобы потом не брать своих слов обратно?[3]

О нём
- Его имя в годы перестройки знали все, кто причислял себя к мыслящей интеллигенции[8].